# Jean-David Blanc
Pour les articles homonymes, voir Blanc (homonymie).
Jean-David Blanc, né le 27 mai 1968 à Neuilly-sur-Seine, est un entrepreneur, business angel, producteur de cinéma, écrivain et musicien de jazz français, fondateur d'AlloCiné et de Molotov.

## Biographie

### Enfance et début de carrière
Jean-David Blanc naît le 27 mai 1968 à Neuilly-sur-Seine, dans une famille de musiciens : son père est le violoniste Serge Blanc entré à l'âge de 10 ans au Conservatoire national supérieur de musique et de danse de Paris, et sa mère est professeur de musique. Son frère cadet, Emmanuel Blanc, est altiste à l'Orchestre national de France. S'il se destine d'abord à des études de médecine pour devenir chirurgien, il s'intéresse très tôt à l'informatique, domaine alors naissant en France.
Sur le chemin de l'école, il passe régulièrement devant une boutique d'ordinateurs Tandy qui vient d'ouvrir. Son propriétaire lui fait découvrir le TRS-80, un ordinateur personnel et son manuel de programmation en Basic. Il se sert alors de ces compétences nouvellement acquises pour gagner de l'argent de poche en vendant ses services à des professionnels. À l'âge de treize ans, il crée des jeux vidéo pour l'ordinateur personnel Apple II, notamment Hold up, qui fut édité par Infogrames, et publie des articles dans des revues informatiques,.

### Carrière entrepreneuriale
En 1983, Jean-David Blanc crée avec Jean-Marc Royer le bulletin board system Futura, une cité imaginaire avec des forums de discussion et des lieux de rencontre virtuels comme une mairie, un bureau de poste ou une gendarmerie. Il fonde sa première société de services informatiques, Crystal Technologies, et présente le premier service d'information électronique pour Minitel, « Marlboro Racing Service », l'année suivante. En 1985, il crée Concerto Télématique, une entreprise qui fournit des services interactifs Minitel et téléphoniques à des grandes marques comme Marlboro, Nissan ou Coca-Cola. À 18 ans, ses parents lui rappellent qu'il doit tout de même passer son baccalauréat scientifique, ce qu'il fera alors que son entreprise compte une quinzaine de salariés.

#### Création d'AlloCiné
À l'âge de 22 ans lui vient l'idée d'AlloCiné, un service d’information pour le cinéma par téléphone entièrement automatisé, qui permet d'obtenir gratuitement les horaires des films dans tous les cinémas parisiens. Les programmes des salles ne se consultent alors que sur place ou dans les pages de guides culturels comme  L'Officiel des spectacles ou Pariscope. Jean-David Blanc et son cofondateur, Patrick Holzman, obtiennent un numéro non surtaxé facilement mémorisable, le 40 30 20 10, qui participera le succès du service.
En 1995, AlloCiné invente la réservation de billet à l’avance, puis multiplie les canaux de distribution de ses informations : bornes interactives, Minitel, PalmPilot, puis Internet en 1997. Après avoir passé dix ans à la tête d'AlloCiné en tant que PDG, il revend l'entreprise en 2001 à Vivendi-Universal. L'ambition de l'entreprise dirigée par Jean-Marie Messier est alors de développer un service mondial et de faire d'AlloCiné sa pierre angulaire, mais Jean-David Blanc quitte le groupe après son implosion.

#### Création de Molotov
En juillet 2016 il lance, notamment avec Pierre Lescure, fondateur de Canal+, un nouveau service en ligne de distribution de chaînes de télévision dénommé Molotov. L'objectif est alors de proposer l'accès aux chaînes et à leur replay sans autre matériel qu'un accès à Internet, donc sans box ni antenne hertzienne. Il lève pour cela 35 millions d'euros. La société se rémunère en proposant des options d'enregistrement des programmes et des bouquets de chaînes payantes.
Molotov atteint le million d'utilisateurs en huit mois. L'entreprise est rachetée en novembre 2021 pour 164,3 millions d’euros par fuboTV, un service américain de vidéo à la demande par abonnement, qui ambitionne d'en faire son hub européen,. Jean-David Blanc reste en poste et en devient le chief strategy officer. Molotov revendique alors treize millions d’utilisateurs, dont 250 000 payants.

#### Business angel
Il est, entre autres, l'un des premiers investisseurs de Meetic, pionnier français des  sites de rencontres, fondé par Marc Simoncini. Il a également investi dans plusieurs dizaines de start-ups, comme le service de paiement Stripe, Square, Inc. lancée par Jack Dorsey, le fondateur de Twitter, Coursera, Wemoms (plus tard rachetée par Voodoo), le service de livraison Stuart (racheté par La Poste), Purchasely ou Sunday, une solution de paiement de la restauration.

### Activités artistiques
Jean-David Blanc est musicien depuis son plus jeune âge. Il a travaillé avec son père le violoniste Serge Blanc et a étudié l'harmonie avec le pédagogue Robert Kaddouch, ainsi que le piano jazz à l'American School of Modern Music à Paris. Dans le cinéma, il a travaillé avec des acteurs et des réalisateurs sur différents films. Il a notamment collaboré avec Bruno Monsaingeon au tournage du film consacré au récital du Trio de Tchaïkovski par Yehudi Menuhin à Moscou. Il participe au film Hasards ou Coïncidences de son beau-père Claude Lelouch en 1998. En 2005, il produit le film Cavalcade, avec Marion Cotillard et Bérénice Bejo, adapté du livre autobiographique du même nom de Bruno de Stabenrath.
En 2012, il écrit son premier livre, Trois jours au Népal, aux éditions Robert Laffont. Il y relate l'expérience qu’il a vécue en 2011, lorsqu'il se retrouve piégé dans les montagnes du Népal à la suite d'un accident de paramoteur. Dans l'impossibilité de prévenir les secours, il passera trois jours à descendre seul l'Himalaya pour rejoindre la vallée et retrouver la civilisation.

### Vie privée
Jean-David Blanc a été en couple avec la réalisatrice et productrice française Sarah Lelouch, avec laquelle il a une fille, Rebecca Blanc-Lelouch journaliste à BFM Business, puis avec l'actrice australienne Melissa George avec qui il a eu deux enfants. Cette relation se termine en 2016, alors que Melissa George l'accuse de violences conjugales, dont il sera déclaré innocent et définitivement relaxé le 5 février 2021.